# Frantz Massenat
Jean Frantz Massenat Jr. (* 17. Januar 1992 in Ewing) ist ein US-amerikanisch-haitianischer Basketballtrainer und ehemaliger -spieler.

## Werdegang

### Spieler
Massenats Eltern stammen aus Haiti. Als Schüler spielte er für die Mannschaften der Trenton Catholic Academy in Hamilton (US-Bundesstaat New Jersey) Baseball, Basketball und Fußball. Auf Hochschulebene beschränkte er sich auf den Basketballsport, studierte und spielte von 2010 bis 2014 an der Drexel University in Philadelphia. Massenat schloss seine Hochschulzeit mit 1646 erzielten Punkten ab und lag mit diesem Wert bei seinem Abschied auf dem sechsten Rang der Drexel-Bestenliste. Mit 548 Korbvorlagen setzte er sich auf den dritten Platz. Als erster Spieler der Hochschulmannschaft überhaupt stand er in seinen sämtlichen Einsätzen in der Anfangsaufstellung.
Sein erster Verein im Berufsbasketball wurde der deutsche Bundesligist Mitteldeutscher BC. Nach einer überzeugenden Saison 2014/15 wurde Massenat im September 2015 vom damaligen MBC-Trainer Silvano Poropat zum Mannschaftskapitän bestimmt. 2016 stieg er mit dem MBC aus der Bundesliga ab. Auf zwei Jahre in Mitteldeutschland folgten drei Spielzeiten beim niedersächsischen Bundesligisten EWE Baskets Oldenburg. Seine in Oldenburg nachgewiesene Weiterentwicklung veranlasste 2019 Morabanc Andorra, ihn in die spanische Liga ACB zu holen. Während der Saison 2019/20 wurde Massenat in 28 ACB-Begegnungen eingesetzt, in denen er es auf Mittelwerte von 7,1 Punkten und 2,3 Korbvorlagen kam, was jeweils unter seinen zuletzt in Oldenburg erreichten Werten blieb.
Er ging nach Italien, verbuchte für Pesaro im Schnitt 11,2 Punkte sowie 2,9 Korbvorlagen je Auftritt, im Mai 2021 kehrte Massenat in die spanische Liga ACB zurück und stieß zur Mannschaft Saski Baskonia, für die er bis zum Saisonende in sieben Ligaspielen mitwirkte (1,7 Punkte/Spiel). In der Sommerpause 2021 sicherte sich Bundesligist Chemnitz Massenats Dienste. Mit den Sachsen erreichte er 2022 das Bundesliga-Viertelfinale, Massenat erzielte in 36 Einsätzen während der Saison 2021/22 Mittelwerte von 9,8 Punkten und 5,2 Vorlagen.
Ende Juni 2022 wurde er vom französischen Erstligisten JL Bourg Basket unter Vertrag genommen.

#### Nationalmannschaft
Im Juni 2018, als Haiti nach 37-jähriger Unterbrechung wieder eine Basketballnationalmannschaft zur Teilnahme an einem internationalen Wettbewerb aufstellte, wurde Massenat in das Aufgebot berufen. In der Vorqualifikation zur Amerikameisterschaft bestritt er dann ein Länderspiel für Haiti, in dem er zu einem Sieg über Barbados beitrug.

### Trainer
Im August 2023 wurde Massenat als Co-Trainer der Drexel University vermeldet.